# هاوسهام
هاوسهام (به آلمانی: Hausham) یک شهر در آلمان است که در بایرن واقع شده‌است.

## خصوصیات
هاوسهام ۲۲٫۲۸ کیلومترمربع مساحت دارد ۷۶۵ متر بالاتر از سطح دریا واقع شده‌است.

## خواهرخوانده
شهرهای لویکو ترمه و Seiersberg خواهرخوانده‌های هاوسهام هستند.